# Liste der Wards des Auckland Council
Diese Liste der Wards des Auckland Council umfasst alle dreizehn Wards des im Oktober 2010 gegründeten  Auckland Council in Neuseeland.
| Ward von Nord nach Süd von West nach Ost | Größe       | Einwohner | Einwohner pro km² | Farbe |
| ---------------------------------------- | ----------- | --------- | ----------------- | ----- |
| Rodney Ward                              | 2275,00 km² | 81.000    | 35,60             |       |
| Albany Ward                              | 179,74 km²  | 191.700   | 1066,54           |       |
| North Shore Ward                         | 54,17 km²   | 149.900   | 2767,21           |       |
| Waitākere Ward                           | 359,00 km²  | 187.000   | 520,89            |       |
| Whau Ward                                | 26,85 km²   | 86.300    | 3214,15           |       |
| Albert-Eden-Puketāpapa Ward              | 48,19 km²   | 185.900   | 3857,65           |       |
| Waitematā and Gulf Ward                  | 489,05 km²  | 187.000   | 382,37            |       |
| Ōrākei Ward                              | 32,80 km²   | 86.200    | 2628,05           |       |
| Maungakiekie-Tāmaki Ward                 | 40,35 km²   | 84.100    | 2084,26           |       |
| Howick Ward                              | 69,70 km²   | 157.700   | 2262,55           |       |
| Manukau Ward                             | 89,59 km²   | 185.900   | 2075,01           |       |
| Manurewa-Papakura Ward                   | 77,35 km²   | 186.700   | 2413,70           |       |
| Franklin Ward                            | 1199,39 km² | 85.300    | 71,12             |       |

## Geschichte
Die Geschichte bis zur Bildung des Auckland Council reicht zurück bis in das Jahr 1871, als der Auckland City Council gegründet wurde. Um die Stadt herum bildeten sich dann in Folge nacheinander weitere Städte mit eigenen politischen Vertretungen, die da waren:
- der Onehunga Borough Council im Jahr 1877,
- der Newmarket Borough Council im Jahr 1885,
- der Mount Eden Borough Council im Jahr 1906,
- der Great Barrier Island County Council im Jahr 1913,
- der One Tree Hill Borough Council im Jahr 1930,
- der Ellerslie Borough Council im Jahr 1938,
- der Mount Roskill Borough Council im Jahr 1947,
- das County of Waiheke im Jahr 1970,
- der Mount Albert City Council im Jahr 1978 und
- der Tamaki Borough/City Council im Jahr 1986.

Alle hier aufgelistete Städte mit ihren politischen Vertretungen hatten bereits zuvor politische Vertretungen in anderer Form, als Board, als Town District oder als Council. Im Jahr 1989 fanden sich schließlich alle Räte der Gebietskörperschaften zusammen und bildeten die Stadt Auckland City, die dann mit Abstand größte Stadt des Landes war. Um übergreifende regionale Aufgaben wahrnehmen zu können wurde im Jahr 1963 die Auckland Regional Authority gegründet, die 1989 dann zu dem Auckland Regional Council umgeformt wurde.
Im gleichen Jahr bildete sich aus verschiedenen Councils südlich der Stadt, der Franklin District Council, der Papakura District Council und der Manukau City Council. Direkt nördlich angrenzend an die City von Auckland, aber auf der anderen Seite des Waitematā Harbour liegend, bildete sich ebenfalls 1989 der North Shore City Council der eigenständigen Stadt. Westlich von Auckland bildete sich ebenfalls 1989 aus verschiedenen Councils der Waitakere City Council heraus und weiter im Norden der Rodney District mit dem Rodney District Council.
Auf Basis des Local Government (Auckland Council) Act 2009, der am 22. September 2009 Gesetzeskraft erlangte, wurde mit Wirkung vom 1. November 2010 der Auckland Council als neue Gebietskörperschaft gegründet. Damit ersetzte der Auckland Council sieben Gebietskörperschaften und den Auckland Regional Council mit der Absicht, eine für die Region einheitliche Entscheidungsfindung zu ermöglichen. Die zweigliedrige Verwaltungsstruktur des Auckland Council ist für Neuseeland einzigartig, den es unterscheidet zwischen dem Leitungsorgan des Council, zu dem 20 Ward Councillors (Ward Stadträte), verantwortlich für 13 Wards, zählen und den 21 Local Boards, die auf lokaler Ebene Dinge vor Ort entscheiden können. In ihnen sind insgesamt 149 Politiker aufgeteilt auf die Local Boards engagiert. Das Independent Māori Statutory Board ist ein weiteres einzigartige Element dieser Verwaltungsstruktur in Neuseeland.